# Szczypce optyczne
Szczypce optyczne, także pęseta optyczna – urządzenie wykorzystujące promień lasera do manipulacji bardzo małymi obiektami (o rozmiarach rzędu od 0,4 do 20,0 mikrometrów).

## Historia
W 1969 Arthur Ashkin opublikował doniesienie, że działając laserem na mikroobiekty można nadawać im przyśpieszenie. W 1986 Ashkin po raz pierwszy zademonstrował szczypce optyczne. Za to odkrycie i prace z nim związane, w 2018 otrzymał Nagrodę Nobla. W latach 90. XX wieku pojawiły się pierwsze modele komercyjne. Na początku XXI wieku urządzenie rozpowszechniło się i jest używane w wielu dziedzinach nauk.

## Zasada działania

Na lewym obrazku: Obiekt jest poniżej ogniska. Promienie lasera (1 i 2) załamują się, zmniejszając pionową składową swego pędu i przekazując część pędu badanemu obiektowi nadają mu przyśpieszenie w górę. Na prawym obrazku obiekt znajduje się ponad ogniskiem, a promienie laserowe zwiększają składową pionową swego pędu, nadając obiektowi przyśpieszenie w dół

Do utworzenia szczypiec optycznych używany jest laser o długości fali świetlnej dużo większej niż średnica badanego obiektu (podczerwień lub światło widzialne), o gaussowskim gradiencie światła (natężenie światła największe jest w centrum wiązki). Promień ten jest przepuszczony przez soczewkę wypukłą, której ognisko znajduje się w płaszczyźnie próbki. Padające na obiekt światło zostaje załamane i biegnie w innym kierunku niż pierwotnie. Ponieważ zmienił się wektor pędu światła, więc oddziałuje ono na obiekt (zgodnie z III zasadą dynamiki), nadając mu przyśpieszenie w kierunku ogniska soczewki. W podobny sposób gradientowość wiązki światła powoduje, że cząsteczka jest utrzymywana w osi wiązki światła.
Tak unieruchomioną cząsteczkę można obserwować za pomocą mikroskopu.
Dalsze możliwości daje wyposażenie urządzenia w możliwość sterowania wiązką lasera i jej przemieszczania. Powoli przesuwając ognisko można poruszyć złapany obiekt, mierząc siły działające na niego z dokładnością do pikoniutonów (1*10−12 N).
Szybko przemieszczając ognisko można utrzymać w pułapce kilka obiektów w określonych (i dowolnie zmienianych) odległościach od siebie (w tym wypadku ruch wiązki musi być na tyle szybki, aby przejścia między poszczególnymi pozycjami były znacząco krótsze niż czasy zatrzymania w tych punktach). Większą liczbę obiektów można złapać, używając przestrzennego modulatora optycznego, czyli opartego na ciekłych kryształach „wyświetlacza” hologramów. Odpowiednie hologramy dzielą wiązkę laserową, generując wiele pułapek w płaszczyźnie próbki, umożliwiając manipulowanie każdym złapanym obiektem z osobna.

## Zastosowanie
Możliwość zatrzymania i obserwacji pojedynczych obiektów tej wielkości oraz pomiarów sił na nie działających pozwala na badania właściwości mechanicznych błon komórkowych czy nici DNA, oddziaływań między komórkami zdrowymi a nowotworowymi.
Specjalnie zbudowane szczypce optyczne pozwalają na określenie grupy krwi w ciągu kilkunastu sekund.
Oprócz możliwości zatrzymania lub poruszania tak małych obiektów szczypce optyczne mają dodatkowe zalety. Dzięki użyciu światła, a nie elementów mechanicznych proces jest sterylny i nieinwazyjny. Siły działające na obiekty utrzymywane w pułapkach mogą być określone z dokładnością do pikoniutonów, co pozwala zredukować niebezpieczeństwo mechanicznego uszkodzenia badanych obiektów.